# Hans-Ulrich Becker

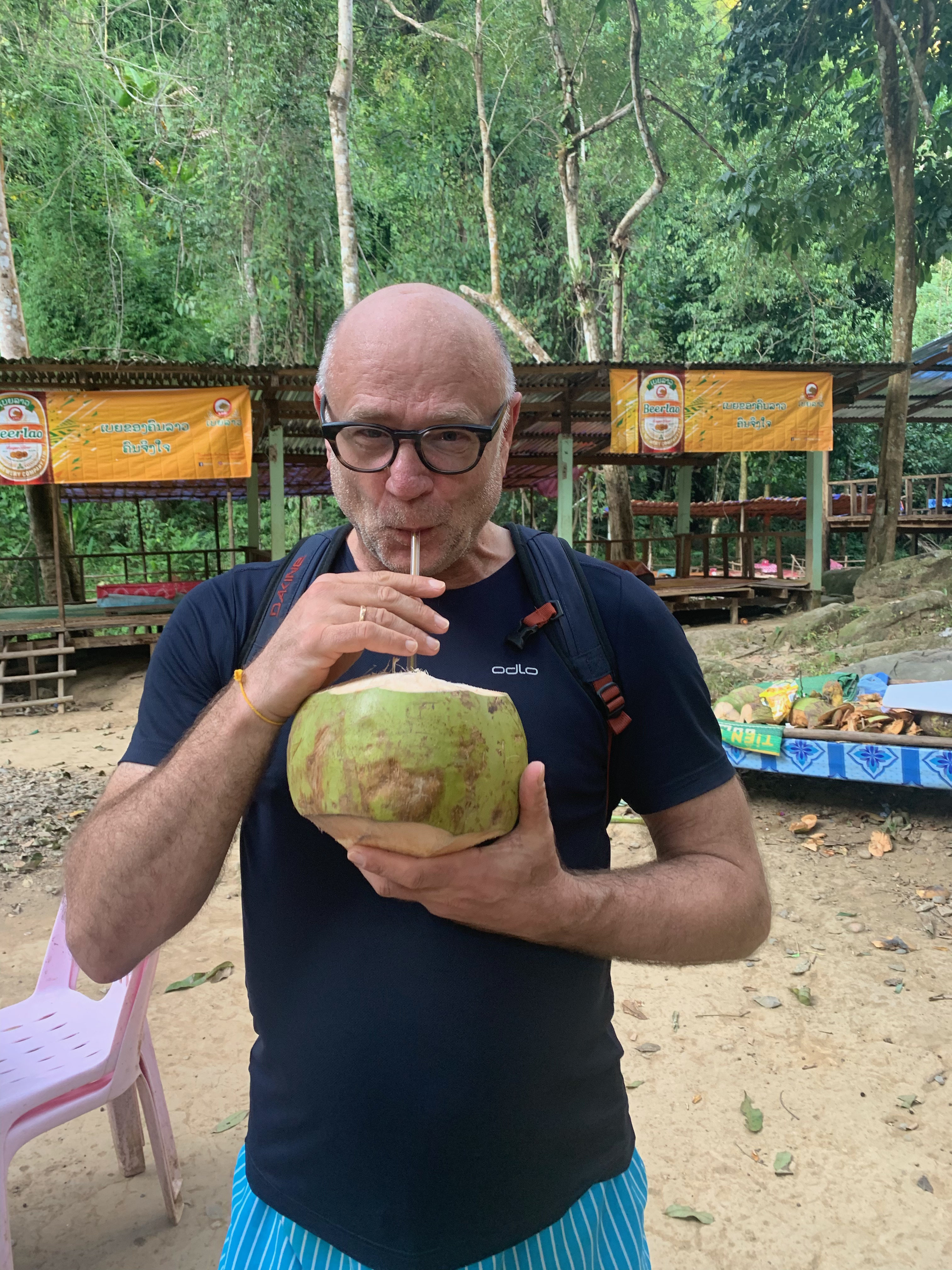
Prof. Hans-Ulrich Becker

Hans-Ulrich Becker (* 10. Juni 1956 in Frankfurt am Main) ist ein deutscher Theaterregisseur und Hochschullehrer.

## Leben
Hans-Ulrich Becker studierte Germanistik, Kulturanthropologie und Theaterwissenschaft bei Erika Fischer-Lichte an der Universität Frankfurt am Main. Nach sieben Jahren freier Theaterarbeit in Frankfurt am Main u. a. als Schauspieler (z. B. mit Eugenio Barba) wurde er Regieassistent am Bayerischen Staatsschauspiel in München. Dort inszenierte er noch als Assistent 1989 die Deutsche Erstaufführung von Bergsprache von Harold Pinter.
Es folgten zahlreiche Inszenierungen am Theater Aachen, am Theater & Orchester Heidelberg sowie am Theater Bremen. In Aachen entstand u. a. seine Inszenierung von Christian Dietrich Grabbes Lustspiel Scherz, Satire, Ironie und tiefere Bedeutung, die 1992 zum NRW-Theatertreffen eingeladen wurde.

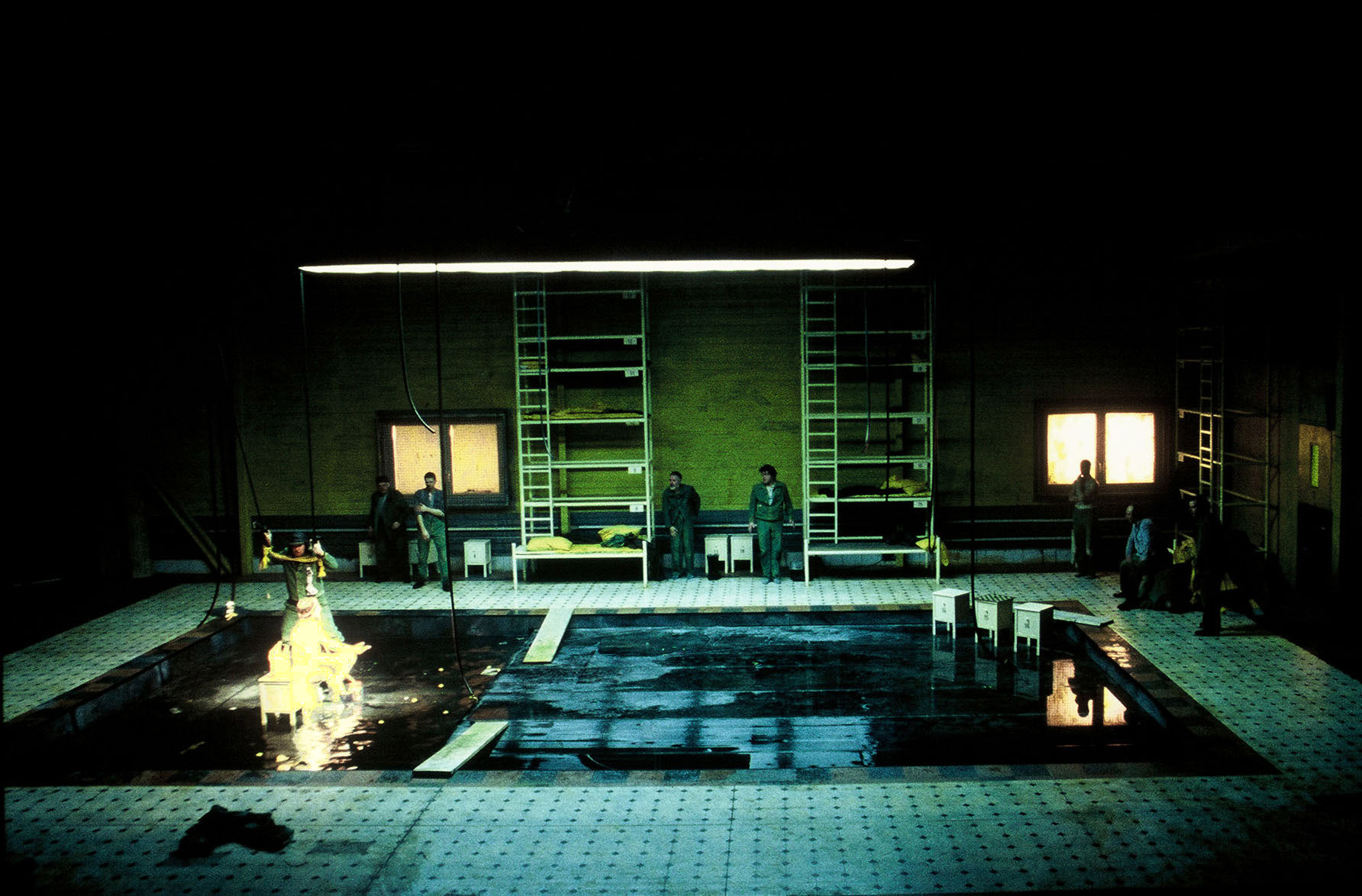
Walpurgisnacht Nationaltheater Mannheim

Von 1992 bis 1995 war Hans-Ulrich Becker Oberspielleiter am Nationaltheater Mannheim. In dieser Zeit wurden zwei seiner Inszenierungen zum Berliner Theatertreffen eingeladen. 1993 Yvonne, die Burgunderprinzessin von Witold Gombrowicz (Theater der Stadt Heidelberg) sowie 1994 Walpurgisnacht oder die Schritte des Komturs von Wenedikt Wassiljewitsch Jerofejew (Nationaltheater Mannheim).
1994 inszenierte er zum ersten Mal am Staatstheater Stuttgart und zwar die Uraufführung Foraminifere von Alexander Müller-Elmau. Es folgte noch im selben Jahr eine Inszenierung von Sonntags am Meer von Philippe Adrien.
1995 wechselte Becker als Hausregisseur in die Leitung des Stuttgarter Staatstheaters, inszenierte vor seinem Weggang aus Mannheim dort aber noch Macbeth (Shakespeare) (Nationaltheater Mannheim, 1995) und Komödie im Dunkeln von Peter Shaffer (Nationaltheater Mannheim, 1995). Seine dritte Arbeit in Stuttgart war die Wiederentdeckung von Julien Greens Drama Ein Morgen gibt es nicht, es folgte Molières Der Menschenfeind (Staatstheater Stuttgart, 1996).
1997 inszenierte er am Staatstheater Stuttgart die Uraufführung von Bryan S. Johnsons Stück Lebensabend und in Brasilien Medeia in Bahia, ein brasilianisch-deutsches Theaterprojekt, das von Jo Schmidt für den ZDFtheaterkanal aufgezeichnet wurde.
1998 wurde seine Medea von Euripides, die bereits 1997 am Staatstheater Stuttgart entstand, zum Tschechow-Festival in Moskau eingeladen und dort im Tschechow-Kunsttheater Moskau gezeigt.
Becker inszeniert die Erstaufführung von Lillian Hellmans Südstaatendrama Ein anderer Teil des Waldes am Deutschen Theater Berlin. Es folgten zahlreiche weitere Inszenierungen am Staatstheater Stuttgart, u. a. die deutschen Erstaufführung von Botho Strauß’ Die Ähnlichen, Stücken von Peter Turrini, Biljana Srbljanović, Judith Herzberg, Ray Bradbury, Yasmina Reza, Martin Walser oder Juli Zeh immer wieder in Zusammenarbeit mit dem Bühnenbildner Alexander Müller-Elmau.
Er wendete sich für eine Weile fast ausschließlich Komödien zu und inszenierte vor allem am Theater in der Josefstadt in Wien z. B. Stücke wie die Österreichische Erstaufführung von Gmeyners Das Automatenbüffet, oder den Floh im Ohr von Feydeau.

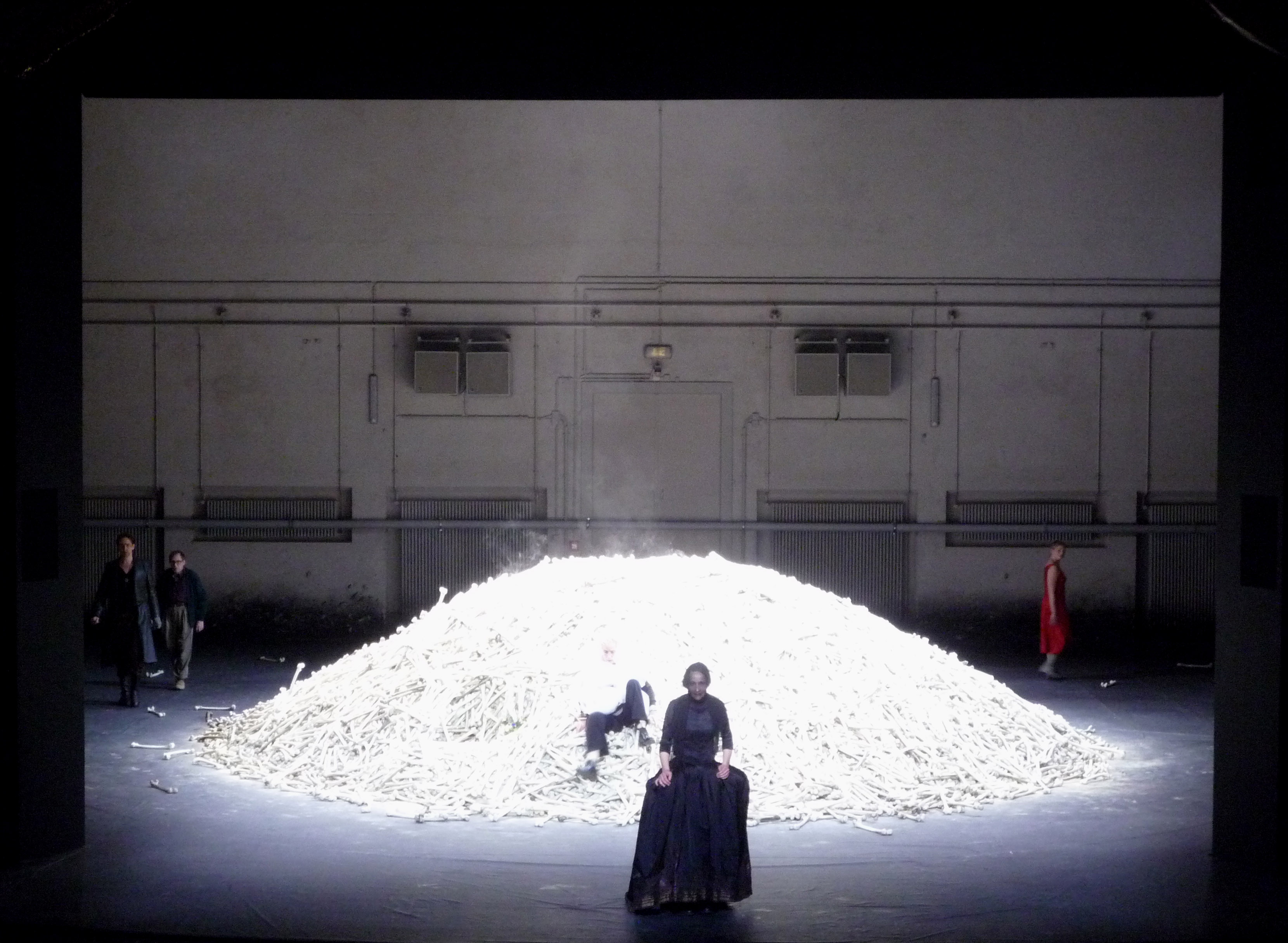
Andromache Bayerisches Staatstheater. F: A. Müller-Elmau

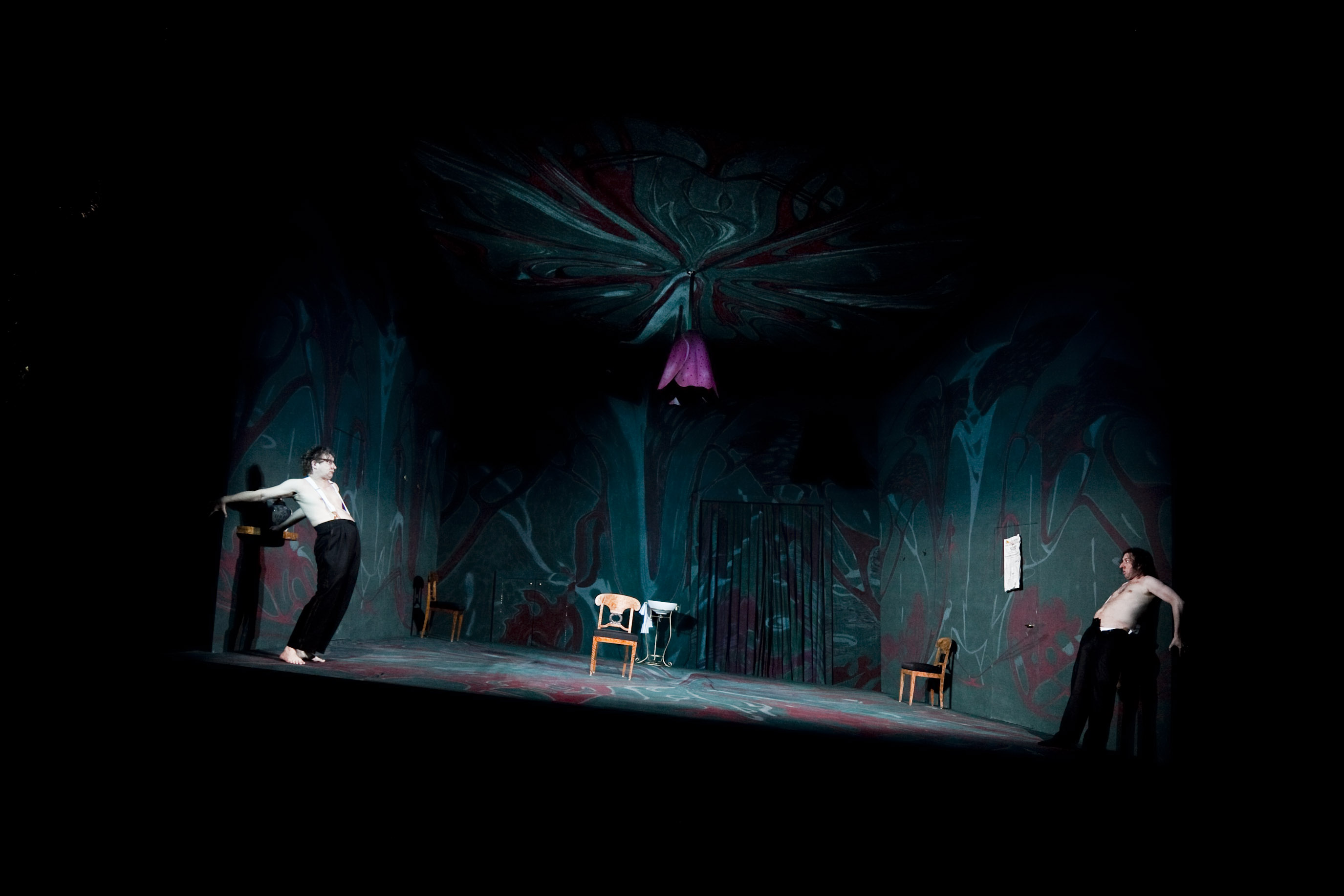
Rue Lourcine Bayerisches Staatsschauspiel F.: AME

Seit 2001 inszenierte Hans-Ulrich Becker wieder mehrfach am Bayerischen Staatsschauspiel, wo er seine Laufbahn als Regisseur begonnen hatte. In diese Zeit fallen u. a. Inszenierungen von Yasmina Rezas Drei mal Leben, Martin McDoaghs Der Kissenmann, Debbie Tucker Greens Stoning Mary, Andromache von Jean Racine sowie Die Affäre Rue de Lourcine von Eugène Labiche, Bayerisches Staatsschauspiel München.
An der bayerischen Staatsoper am Gärtnerplatz folgten die Opern "Entführung aus dem Serail" (Mozart) und "Leonore" (Beethoven).
2012 arbeitete Becker am Düsseldorfer Schauspielhaus, wo die Uraufführung von Juli Zehs 203 entstand.
Bis 2014 folgten mehrere Arbeiten am Staatstheater Wiesbaden und Theater Heidelberg.
2018 war er Gründungsmitglied von teatreBLAU, einem Zusammenschluss internationaler Künstler aus unterschiedlichen Disziplinen, deren Ziel die Konzeption, Planung und praktische Umsetzung internationaler Performances und Kunstprojekte ist.
An der Württembergischen Landesbühne inszenierte er Robert Seethalers „Der Trafikant“ als Uraufführung, dessen Fassung Seethaler selber erarbeitete, Gehen von Jean Michel Räber und 2023 Macbeth von William Shakespeare. 2023/24 folgen Home, ein internationales Film-Theaterprojekt von teatreBLAU und Gott wartet an der Haltestelle von Maya Arad Yasur am Theater Heilbronn.
Becker ist Mitglied der Deutschen Akademie der Darstellenden Künste, war als Kommissionsmitglied im DAAD tätig und im Vorstand der Jürgen-Ponto-Stiftung-

## Rezeption
2015 bezeichnete die Süddeutsche Zeitung (11. Februar 2015) anlässlich seiner Inszenierung von Joel Pommerats Kreise/Visionen im Düsseldorfer Schauspielhaus diese als „einen Wurf“. Der „zyklisch angelegte Trip durch die Zeitalter“ entwickle einen „eminenten Sog“, indem er das Thema Glaube „an lebensprallen Figuren exemplifiziert.“ Hans-Ulrich Becker lasse in Düsseldorf ein „szenisches Feuerwerk abbrennen“.
Robert Seethaler schrieb extra für die Württembergische Landesbühne (WLB) eine Fassung seines Romans Der Trafikant. „Die Inszenierung von Hans-Ulrich Becker ist ein Fest“, schreibt Dorothee Schöpfer in den Stuttgarter Nachrichten (22. Oktober 2016), was die Kritikerin wesentlich auf die „großartigen“ Schauspieler und die „Führung eines klugen Regisseurs“ zurückführt, „der auch die vielen Momente der Stille auf der Bühne so zu zeigen vermag, dass alles gesagt wird.“
Über seine Inszenierung Der zerbrochne Krug, ebenfalls am WLB, schrieb die Stuttgarter Zeitung: „Hans-Ulrich Becker, der in Esslingen schon Seethalers „Trafikanten“ zum Erfolg geführt hat, kostet Kleists Reichtum bis zum Letzten aus. Und dazu gehört auch die bestechende Modernität der Themen, die im „Krug“ stecken, von Adams „Fake-News“ bis zu Eves „Metoo“, von Kolonialismus und Ausbeutung bis hin zu Rechtsbeugung und Klassenjustiz.“

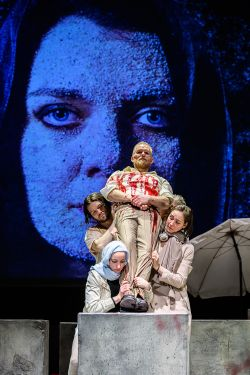
Gott wartet an der Haltestelle Theater Heilbronn 2024

2014: „Gott wartet an der Haltestelle“ von Maya Arad Azur wurde ein durchschlagender Erfolg. „Theater der Zeit“ schrieb: „Mit starkem Schauspielertheater bringt Hans-Ulrich Beckers berührende Regiearbeit dem Heilbronner Publikum die Menschen hinter den Grenzzäunen nahe.“ (TdZ, 18. Januar 2024) und „Die Deutsche Bühne:“Die Aufführung taucht tief ein in die Ursachenforschung, indem sie persönliche Motive von Tätern und gesellschaftliche Traumata aufdeckt. Immer verbunden mit einem Appell: „Auch auf der anderen Seite der Grenze gibt es Mütter.“ (Die Deutsche Bühne. 14. Januar 2024)

## Lehre
Von 2004 bis 2009 war Hans-Ulrich Becker Professor für praktische Theaterarbeit an der Folkwang Universität der Künste in Essen/Bochum. Von 2010 bis 2022 war er Ausbildungsdirektor für den Bereich Szene an der Hochschule für Musik und Darstellende Kunst in Frankfurt am Main und bildete junge Regisseure aus.
Zum Sommersemester 2023 wurde er Gastprofessor an der Folkwang Universität der Künste. Ab 2024 Lehrauftrag an der Hochschule für Musik und darstellende Kunst Stuttgart.

## Inszenierungen
1988/89
- Bergsprache/Noch einen Letzten von Harold Pinter, Bayerisches Staatsschauspiel München (Deutsche Erstaufführung)

1989/90
- Wolokolamsker Chaussee I-V von Heiner Müller, Theater Aachen
- Linie 1 von Volker Ludwig, Theater Ingolstadt

1990/91
- Der zerbroch'ne Krug von Heinrich von Kleist, Theater Aachen
- Ein Sommernachtstraum von William Shakespeare, Theater der Stadt Heidelberg
- Warten auf Godot von Samuel Beckett, Theater Bremen
- Die Jagdgesellschaft von Thomas Bernhard, Theater Aachen

1991/92
- Karate-Billi kehrt zurück von Klaus Pohl, Theater der Stadt Heidelberg
- Yvonne, die Burgunderprinzessin von Witold Gombrowicz, Theater der Stadt Heidelberg (Eingeladen zum Berliner Theatertreffen)
- Scherz, Satire, Ironie und tiefere Bedeutung von Christian Dietrich Grabbe, Theater Aachen (Eingeladen zum NRW-Theatertreffen)

1992/93
- Iphigenie in Aulis von Euripides, Nationaltheater Mannheim (Nominiert zum Berliner Theatertreffen)
- Platonov von Anton Tschechow, Nationaltheater Mannheim

1993/94
- Die Familie Schroffenstein von Heinrich von Kleist, Nationaltheater Mannheim
- Walpurgisnacht oder die Schritte des Komturs von Wenedikt Jerofejew, Nationaltheater Mannheim (Deutsche Erstaufführung, Eingeladen zum Berliner Theatertreffen)
- Foraminifere von Alexander Müller-Elmau, Staatstheater Stuttgart (Uraufführung)

1994/95
- Sonntags am Meer von Philippe Adrien, Staatstheater Stuttgart
- Macbeth von William Shakespeare, Nationaltheater Mannheim
- Komödie im Dunkeln (Black Comedy) von Peter Shaffer, Nationaltheater Mannheim

1995/96
- Ein Morgen gibt es nicht von Julien Green, Staatstheater Stuttgart
- Der Menschenfeind von Molière, Staatstheater Stuttgart

1996/97
- Lebensabend von Bryan S. Johnson, Staatstheater Stuttgart (Uraufführung)

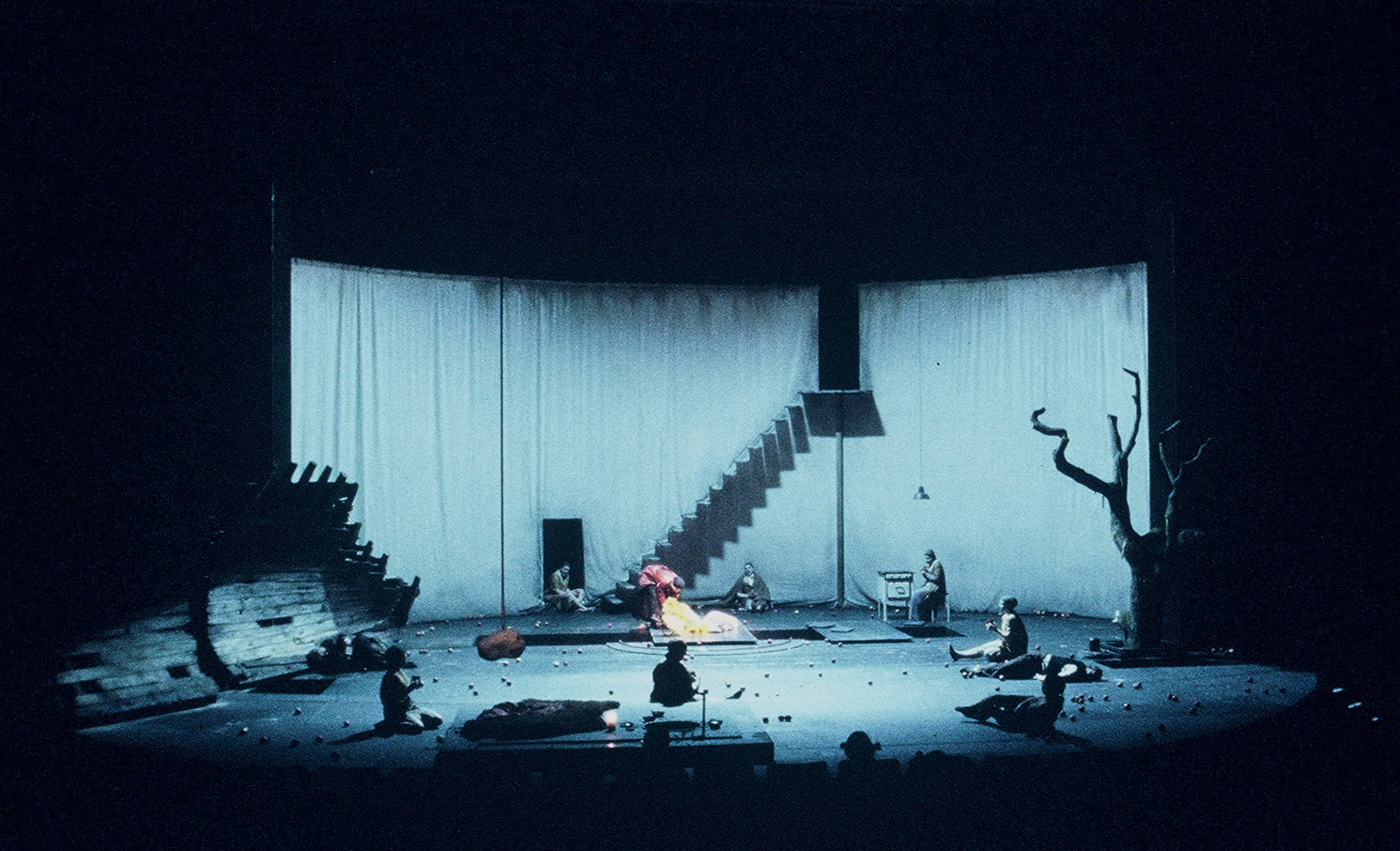
Medea Staatstheater Stuttgart F: A. M.E.

- Medea Staatstheater Stuttgart F: A. M.E.Medea von Euripides, Staatstheater Stuttgart (Eingeladen zum International Chekhov Theatre Festival Moskau)
- Medeia-Projekt nach Euripides, San Salvador/Brasilien (Eingeladen zum Festival Ya ya Brasil Rio/München)

1997/98
- Die Jagdgesellschaft von Thomas Bernhard, Staatstheater Stuttgart
- Ein anderer Teil des Waldes (Another part of the forest) von Lillian Hellman, Deutsches Theater Berlin (Deutsche Erstaufführung)
- Woyzeck von Georg Büchner, Staatstheater Stuttgart

1998/99
- Die Ähnlichen von Botho Strauß, Staatstheater Stuttgart (Deutsche Erstaufführung)
- Endlich Schluss/Eine Liebe in Madagaskar von Peter Turrini, Staatstheater Stuttgart (Deutsche Erstaufführung)

1999/2000
- Der arme Vetter von Ernst Barlach, Thalia Theater Hamburg
- Bunbury von Oscar Wilde, Staatstheater Stuttgart
- Familiengeschichten Belgrad von Biljana Sbrlanovic, Staatstheater Stuttgart

2000/01
- Und/Oder von Judith Herzberg, Staatstheater Stuttgart
- Der Idiot nach Fjodor Dostojewski, Schauspielhaus Bochum (Uraufführung)
- Fahrenheit 451 nach Ray Bradbury, Staatstheater Stuttgart (Deutsche Erstaufführung)

2001/02
- Drei mal Leben von Yasmina Reza, Bayerisches Staatsschauspiel München
- Die Entführung aus dem Serail von Wolfgang Amadeus Mozart, Theater am Gärtnerplatz München

2002/03
- Die sieben Irren oder die Sünde, die man nicht beim Namen nennen darf von Roberto Arlt, Staatstheater Wiesbaden (Deutsche Erstaufführung)

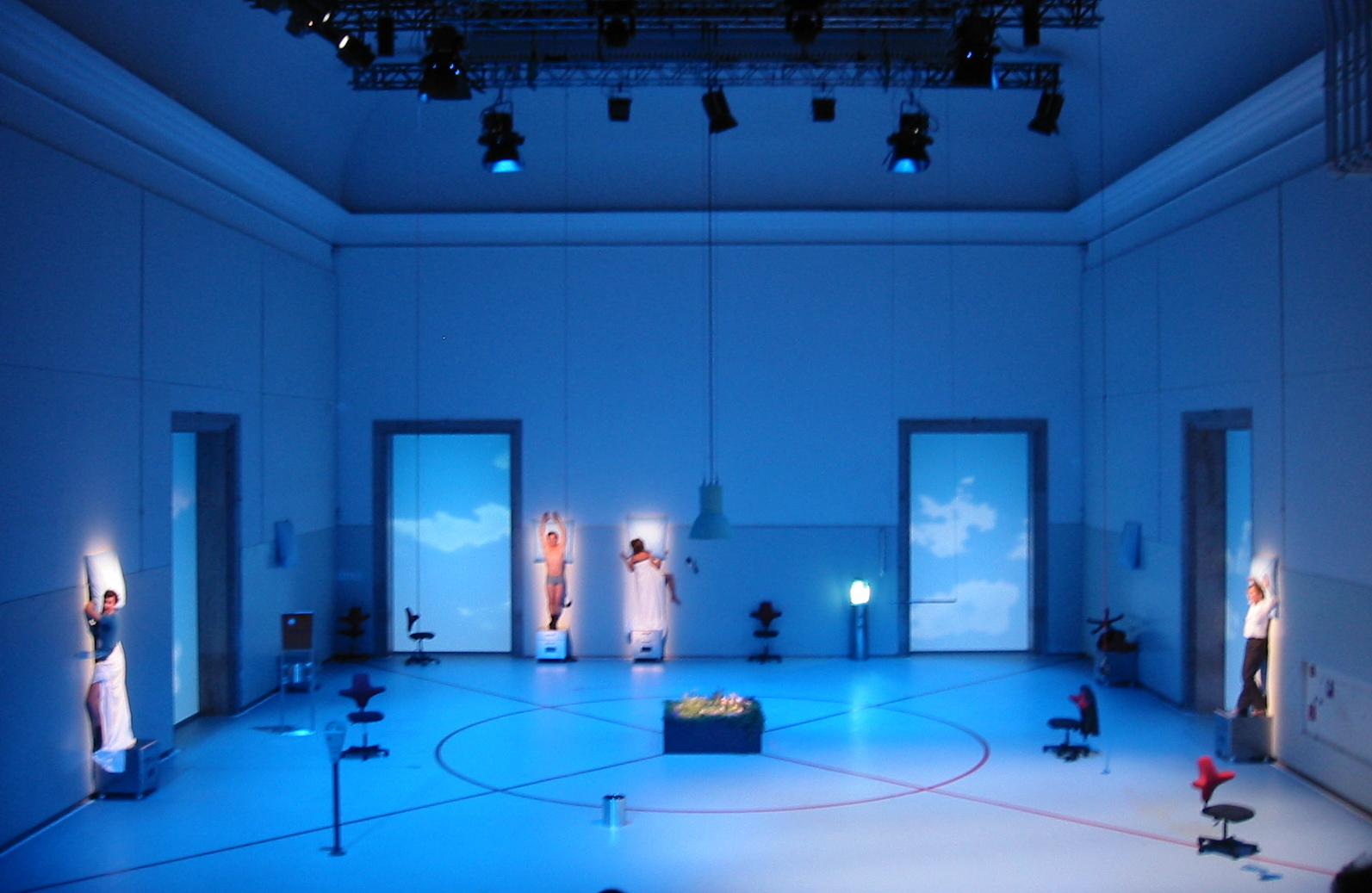
Täglich Brot Bayerisches Staatsschauspiel F.: A- M.-E.

- Täglich Brot Bayerisches Staatsschauspiel F.: A- M.-E.Täglich Brot von Gesine Danckwart, Bayerisches Staatsschauspiel München

2003/04
- Leonore von Ludwig van Beethoven, Staatstheater am Gärtnerplatz München
- Schön ist die Jugend! Szenen.Lieder.Tänze. Eine Theaterreise 1900-2000. Hochschule für Musik und Darstellende Kunst Stuttgart / Wilhelma-Theater
- Das Automatenbüffet von Anna Gmeyner, Theater in der Josefstadt (Österreichische Erstaufführung)

2004/2005
- Pillow-Man von Martin McDonough, Bayerisches Staatsschauspiel München
- Der Gehülfe nach Robert Walser, Bayerisches Staatsschauspiel München (Uraufführung)

2005/2006

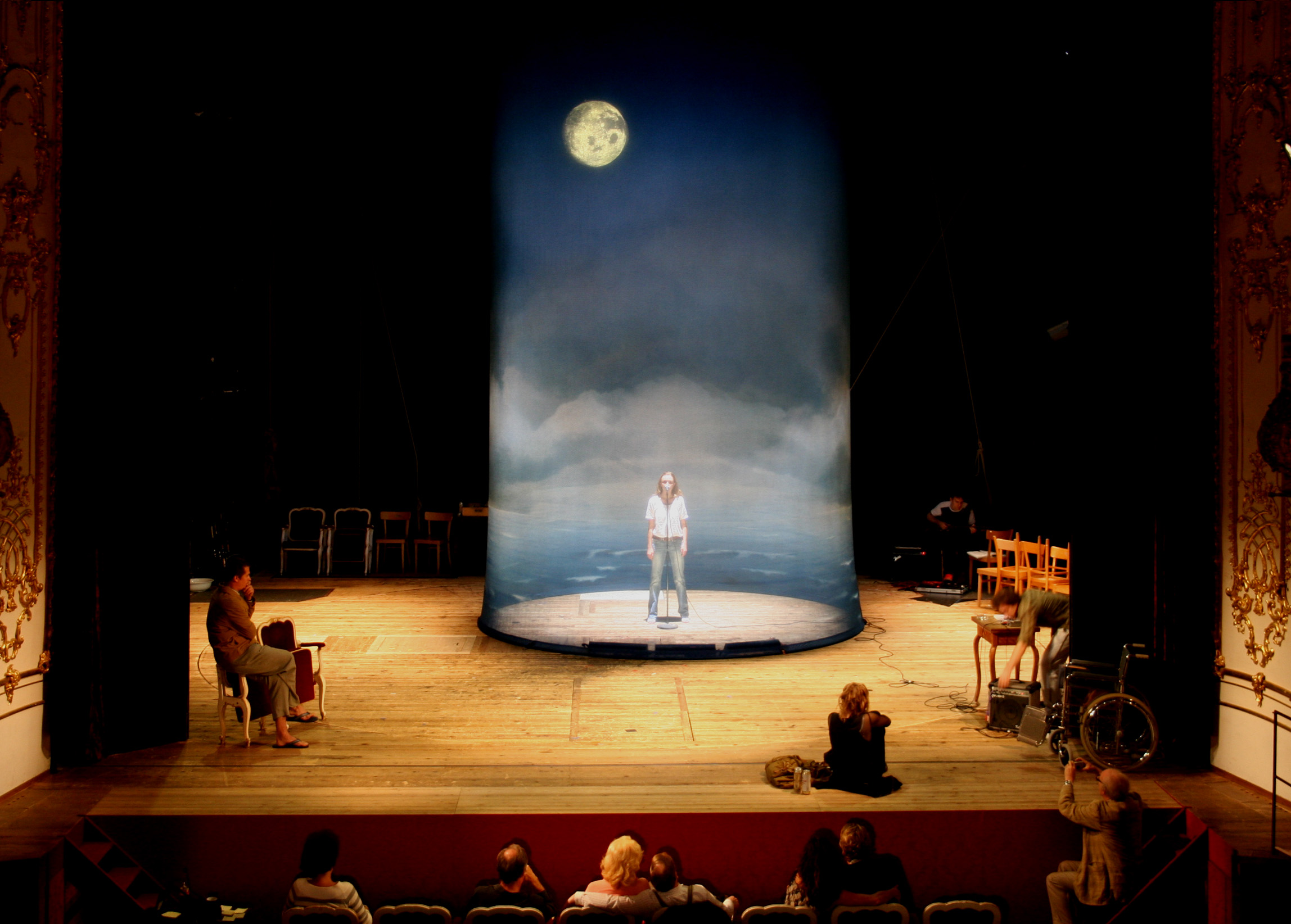
Die Möwe Theater in der Josefstadt F.: A. M.-E.

- Die Möwe Theater in der Josefstadt F.: A. M.-E.Die Möwe von Anton Tschechow, Theater in der Josefstadt

2006/2007
- Der Gott des Gemetzels von Yasmina Reza, Badisches Staatstheater Karlsruhe
- Stoning Mary von Debbie Tucker-Green, Bayerisches Staatsschauspiel München

2007/2008
- Eine heikle Sache, die Seele von Dimitré Dinev, Volkstheater Wien (Uraufführung)
- Macbeth von William Shakespeare, Folkwang Universität der Künste Bochum

2008/09

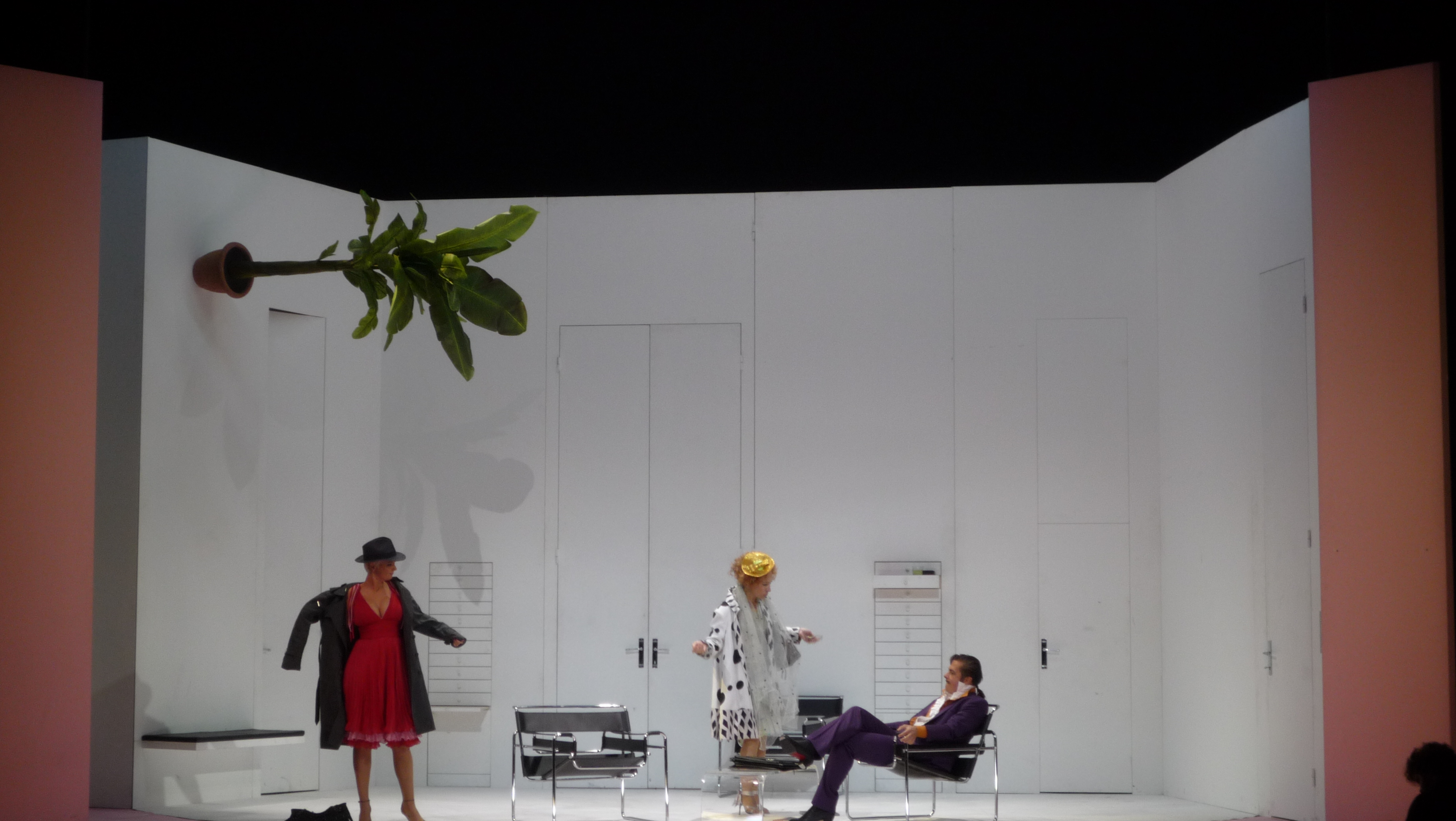
Floh im Ohr Theater in der Josefstadt. F.: A. M.-E.

- Floh im Ohr Theater in der Josefstadt. F.: A. M.-E.Floh im Ohr von Georges Feydeau, Theater in der Josefstadt
- Andromache von Jean Racine, Bayerisches Staatsschauspiel München

2009/2010

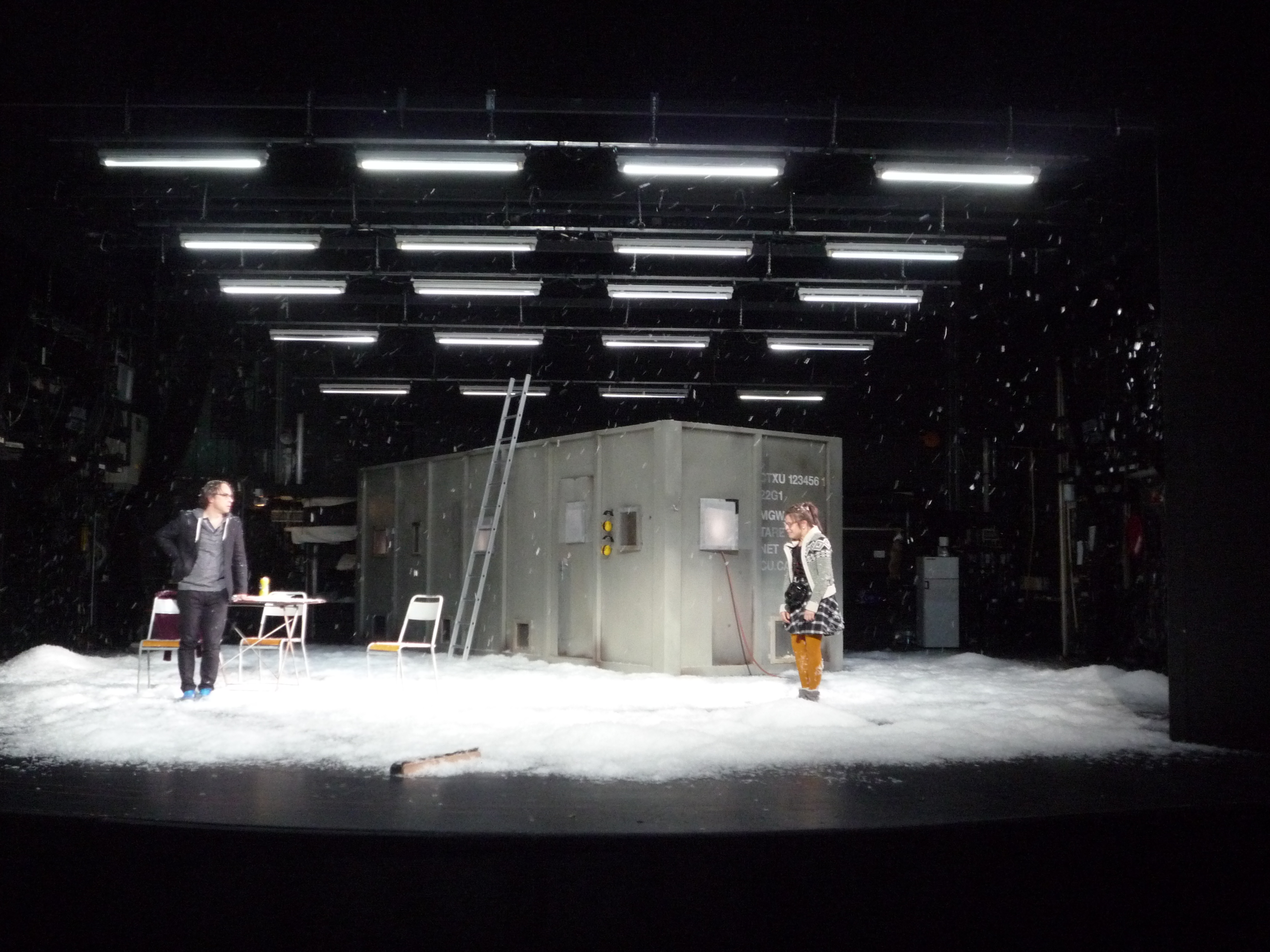
Die Wildente Landestheater Linz. F.: A. M.-E.

- Die Wildente Landestheater Linz. F.: A. M.-E.Die Affäre Rue de Lourcine von Eugène Labiche, Bayerisches Staatsschauspiel München

2010/2011
- 203 von Juli Zeh, Düsseldorfer Schauspielhaus (Uraufführung)

2011/2012
- Elektra von Sophokles, Theater der Stadt Heidelberg

2012/2013
- Der Raub der Sabinerinnen von Franz und Paul von Schönthan (Bearbeitung Hans-Ulrich Becker / Alexander Müller-Elmau), Landestheater Linz
- Die Physiker von Friedrich Dürrenmatt, Staatstheater Wiesbaden

2013/2014
- Emilia Galotti von Gotthold Ephraim Lessing, Theater der Stadt Heidelberg
- Die Wildente von Henrik Ibsen, Landestheater Linz

2014/15
- Kreise/Visionen von Joel Pommerat, Düsseldorfer Schauspielhaus (Deutsche Erstaufführung)

2015/16
- Die Kleinbürgerhochzeit von Bertolt Brecht, Düsseldorfer Schauspielhaus
- My Best Friend von Tamsin Oglesby, Landestheater Linz (Deutsche Erstaufführung)

2016/17
- Der Trafikant von Robert Seethaler, WLB Esslingen (Uraufführung)

2017/18
- Der zerbrochne Krug von Heinrich von Kleist, WLB Esslingen
- Gründung von teatre.BLAU.eu.

2019/20
- GEHEN nach einem Stück von Michel Räber
- „Wasser“ ein Projekt mit Teatre blau und ESADIP (Hochschule Palma de Mallorca)

2023
Macbeth nach William Shakespeare. Eigene Fassung Verlag der Autoren (siehe dort).

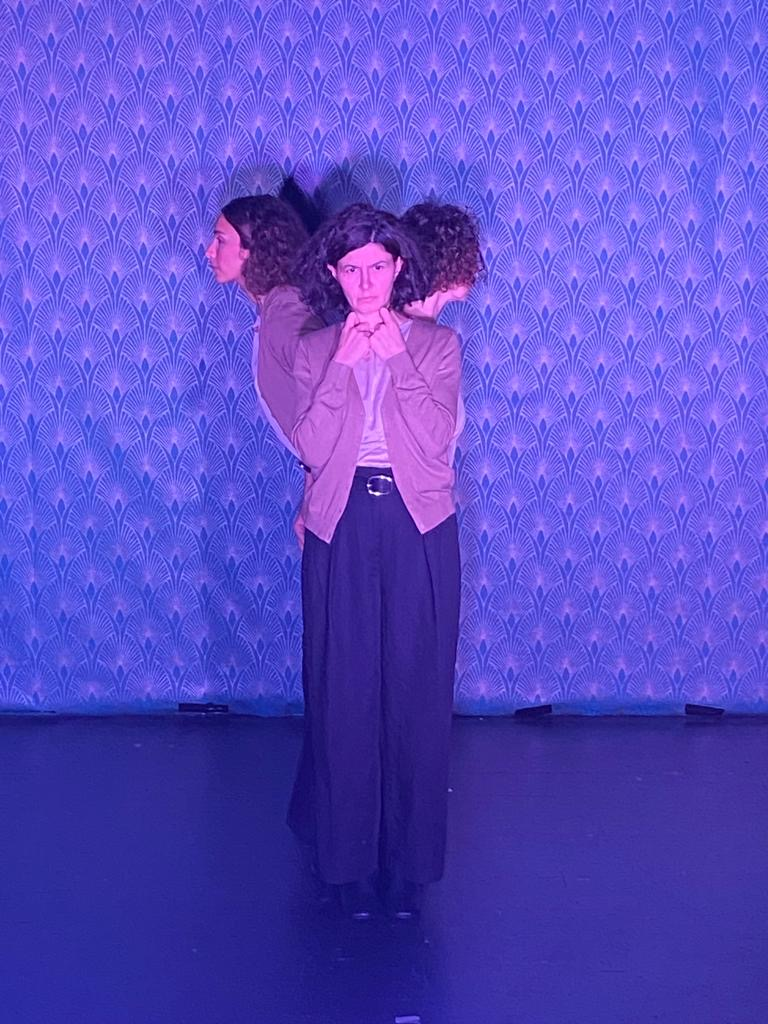
Home Teatre Blau Probenforo

„HOME“ von Roua Horanieh (Teatre Blau)
2024
„Gott wartet an der Haltestelle“ von Maya Arad Azur